# 極楽自由区
極楽自由区（ごくらくじゆうく / ごくらくフリーク）は、1993年10月2日から1994年3月26日までTBS系列で毎週土曜23:30 - 翌0:00（JST）に放送されたトークバラエティ番組である。

## 概要
毎週いくつかの遊びネタを収めたVTRを見ながら、出演メンバーの独断で極楽番付を判定していくのが主な内容だった。
番組スポンサーは前番組『HEARTに聞け』とは異なり複数社の提供だったが、そのうちの一社であるサントリーは次番組『（新）チューボーですよ!』にも引き続き1社単独協賛スポンサーとして参加し、現在は『人生最高レストラン』を継続。

## 出演
- 赤井英和
- 相楽晴子
- 斉木しげる
- 梅垣義明
- 大塚寧々
- 松尾貴史(ナレーター)

## テーマ曲
- オープニング：LA FUGA DE AMOR/サルサ・ピーナッツ
- エンディング：愛は一人じゃない/安藤治彦

## スタッフ
- 構成：川野孝弘、橋秀憲、腰山一生
- 技術：山口寿人
- TD：上田賢二
- カメラ：村越勝利
- 調整：松丸文清
- 照明：高橋義昭
- 音声：岡本恭介
- EED：吉野勝則
- MAV：田崎盛智
- 音効：成岡知弘
- 美術：松澤健
- デザイン：田原滋子
- メイク：林達郎
- スタイリスト：桜井啓久子、肥後拓磨
- TK：小宮高子
- 絵画：水田有香
- 協力：クロステレビメディア、スタジオフォリオ、
- 美術協力：TIME
- ディレクター：谷俊和、仲西祐介、高田一、池田よしひろ
- プロデューサー：吉田尚子（TBS）、田中峰雄（nexus）
- 製作：nexus、TBS

| TBS系列 土曜23:30 - 翌0:00枠          | TBS系列 土曜23:30 - 翌0:00枠         | TBS系列 土曜23:30 - 翌0:00枠                                      |
| 前番組                                | 番組名                               | 次番組                                                            |
| ------------------------------------- | ------------------------------------ | ----------------------------------------------------------------- |
| HEARTに聞け （1992.4.13 - 1993.9.25） | 極楽自由区 （1993.10.2 - 1994.3.26） | チューボーですよ! ↓ 新チューボーですよ! （1994.4.9 - 2016.12.24） |